# روبرت جاي كونراد
روبرت جاي كونراد (بالإنجليزية: Robert J. Conrad) هو قاضي ومحامي أمريكي، ولد في 1958 في شيكاغو في الولايات المتحدة.